# 貝紫色
貝紫色（かいむらさきいろ）とは澄んだ赤みの紫。英語名はロイヤルパープル (Royal purple)、ティリアン（チリアン）パープル (Tyrian purple)。名前はこの色がもともとアッキガイ科の巻貝の鰓下腺（パープル腺）から得られたプルプラという分泌液を化学反応させて染色に用いたことに由来する。分泌液を取り出して日光に当てると、黄色から紫に変色する。古代紫とも呼ばれる（古代紫#貝紫色と古代紫も参照）。
主成分は臭素を含むインディゴ誘導体の6,6'-ジブロモインジゴである。

## 王者の紫

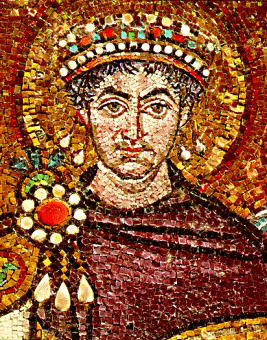
貝紫色の衣を纏った東ローマ皇帝ユスティニアヌス1世のモザイク画（サン・ヴィターレ聖堂）

英語では王者の紫といわれるロイヤルパープルをさす。フェニキアのティルスで多く生産されたことからティリアンパープル、「フェニキアの紫」ともよばれ、“born in the purple”（または “born to the purple”）という英語は「王家に生まれた」という意味を指す。しかし乱獲のためか原料の貝が減少したことにより、後には王家の色といえばロイヤルブルー (en) と呼ばれる濃い青に変わっている。

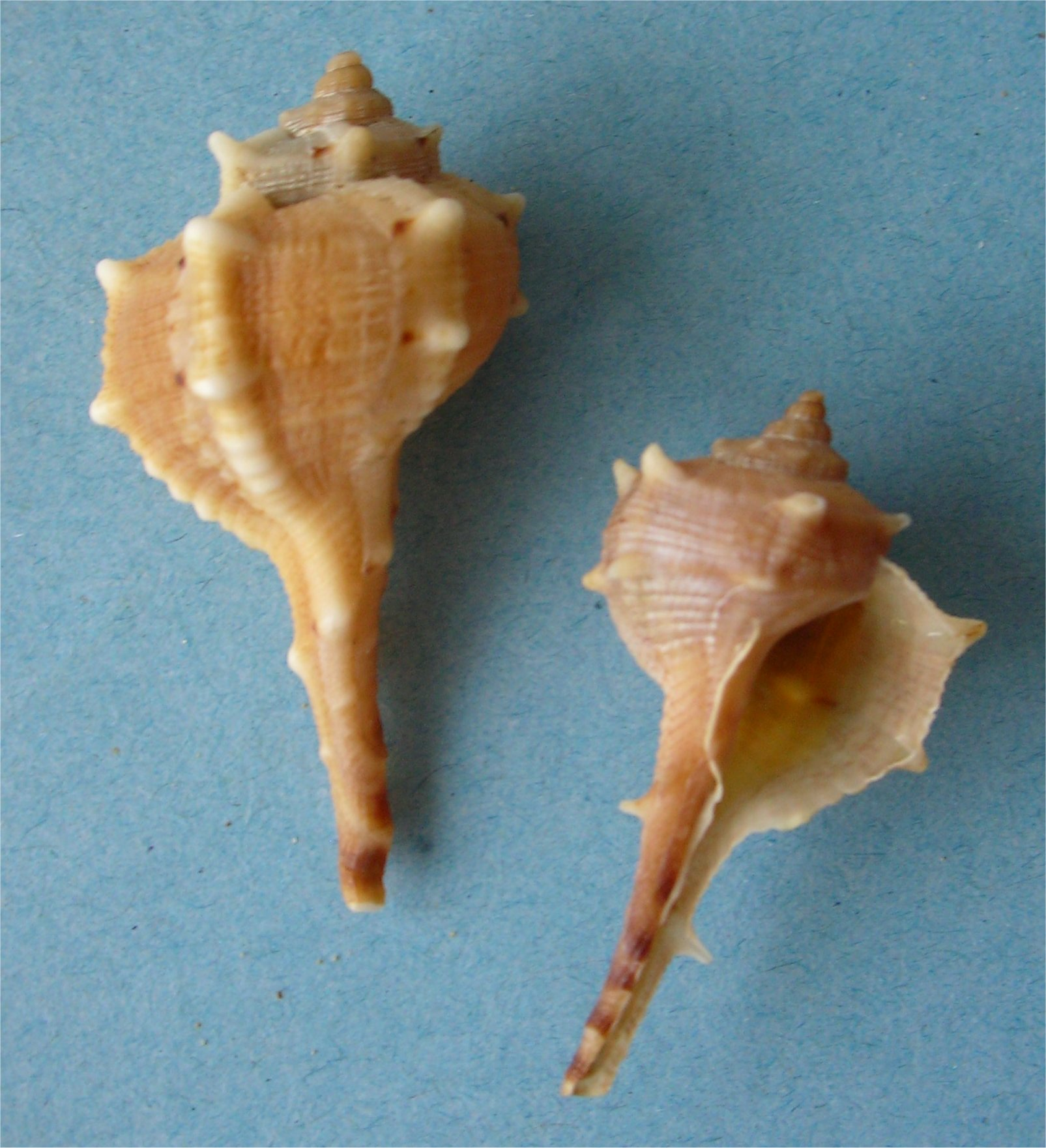
貝紫色に用いたシリアツブリガイ

貝紫色の主成分6,6'-ジブロモインジゴ

貝紫の名前はアッキガイ科の分泌物を染料としてもちいたことに由来し、紀元前1600年ごろから古代東地中海のフェニキア諸都市は地中海産のシリアツブリガイ (Bolinus brandaris) を用いた染物をはじめ、紀元前1000年ごろには高価な特産物として輸出して経済的に繁栄し、ローマ帝国などでは非常に高価な染物として特権階級にふさわしいものともてはやされた。
なかでも、カエサルの紫のマント、プトレマイオス朝エジプトの女王クレオパトラ7世の旗艦の帆がこの貝紫に染められていたことは有名で、新約聖書「マルコによる福音書」でイエスが着せ掛けられた紫（「マタイによる福音書」では緋色）の王者を象徴する衣もおそらく貝紫であっただろうとされる。
染料として貴重であったことも要因とされるが、当時、貝紫で染められた物には「力が宿る」と信じられており、多くの権力者たちが禁色として、一般の人間の使用を禁じた。
ティルスでは貝紫での染織を秘伝としたため、ローマ人たちはこの貝紫の製法を知らず何度も国産化を試みたが成功しなかった。1世紀頃、ティルス紫で二回染めた羊毛およそ1ポンドに対して、ローマ人は1,000デナリウスを支払っていたという。ローマ人の中では「ある種の魚の尾の血で染める」など間違った製法を信じているものもいた。
フェニキアにおける伝承では、「メルカルト神が牧羊犬を連れて海岸を散歩していると、犬が戯れて巻貝を噛み砕いた。すると、海岸の太陽にさらされて貝の血で染まった犬の鼻先は紫になりメルカルトを驚かせた。メルカルト神の愛人であったティルスのニンフがそれを見て自らの衣を染めるために紫の染料をねだったので、メルカルト神は愛人の願いにこたえてティルスにたくさんの巻貝を住まわせてやった」というものである。
ビザンティン帝国（東ローマ帝国）でも皇帝や皇后、高位の聖職者の服の色として親しまれた。中世以降の西欧では主にローマ教皇と枢機卿の衣服の色とされるようになった。
中国などの東アジア世界にはあまり広まらず、日本では近縁のイボニシ、アカニシで海女が手ぬぐいに模様を描くなど限定された利用法しか見られない。南米ではコスタリカやメキシコのドンレイシ村周辺の沿岸に生息するサラレイシガイ (Plicopurpura patula) を用いて、民族衣装のウィピルを染色する文化が知られる。しかし、吉野ヶ里遺跡で発見された古代の布に貝の色素が発見されていることから、上古において中国との交易に用いられた「倭錦」は織りこそ未熟だが茜や貝紫で彩られた美しいものだったかもしれない。
1865年にイギリス海軍が職種による階級章の色分けとして機関士にロイヤルパープルを採用したことで、商船会社にも広まった。
貝紫の主成分6,6'-ジブロモインジゴは科学的に合成が可能で、現在のところ実用化はされていないとされているが、2010年イスラエルのバル＝イラン大学がより経済的な合成法を提案した。

## 近似色
- 紫

## 関連文献
- 小杉善雄; 松本幸三「質量分析法による貝紫色素の簡便, 迅速な判別法」『分析化学』第43巻、第12号、日本分析化学会、1133-1136頁、1994年12月5日。doi:10.2116/bunsekikagaku.43.1133。 NAID 110002906705。国立国会図書館書誌ID:3906815。2022年11月4日閲覧。